# پاسکال استرویک
پاسکال استرویک (انگلیسی: Pascal Struijk؛ زادهٔ ۱۱ اوت ۱۹۹۹) بازیکن فوتبال اهل هلند است.
از باشگاه‌هایی که در آن بازی کرده‌است می‌توان به باشگاه فوتبال لیدز یونایتد اشاره کرد.
وی همچنین در تیم ملی فوتبال زیر ۱۷ سال هلند بازی کرده‌است.

## زندگی شخصی
استرویک در دورن در بلژیک متولد شد، اما خانواده او در سه‌سالگی‌اش به لاهه نقل مکان کرد. پدربزرگ و مادربزرگ پدری او در هند شرقی هلند متولد شده‌اند، بنابراین او واجد شرایط بازی برای اندونزی در سطح بین‌المللی نیز هست.

## دوران ملی
استرویک که واجد شرایط بازی در تیم‌های ملی بلژیک، هلند و اندونزی بود، سه بار برای تیم ملی فوتبال زیر ۱۷ سال هلند در سال ۲۰۱۶ بازی کرد.